# Karen Sisco
Karen Sisco es una serie de televisión policíaca estadounidense protagonizada por Carla Gugino. La serie fue creada por el novelista Elmore Leonard, basado en un personaje que había aparecido en varias de sus obras escritas, así como en una adaptación cinematográfica, Out of Sight de 1998. La serie debutó el 1 de octubre de 2003 en la cadena ABC y fue cancelada después de siete episodios.
En la serie, la oficial Karen Sisco debe lidiar con los puntos débiles de la vida nocturna de South Beach y los altos estándares de vida de Palm Beach mientras persigue a los fugitivos. También lucha por ganarse el respeto de sus compañeros oficiales. Karen ocasionalmente recibe consejos de su padre, un oficial de policía retirado de Miami que se convierte en investigador privado, quien es su confidente y consejero. El programa se enfrentó a una dura competencia con Law & Order de la NBC.
La revista TV Guide incluyó la serie en su lista de los 60 programas de 2013 que fueron "Cancelados demasiado pronto".

## Reparto
- Carla Gugino como Karen Sisco

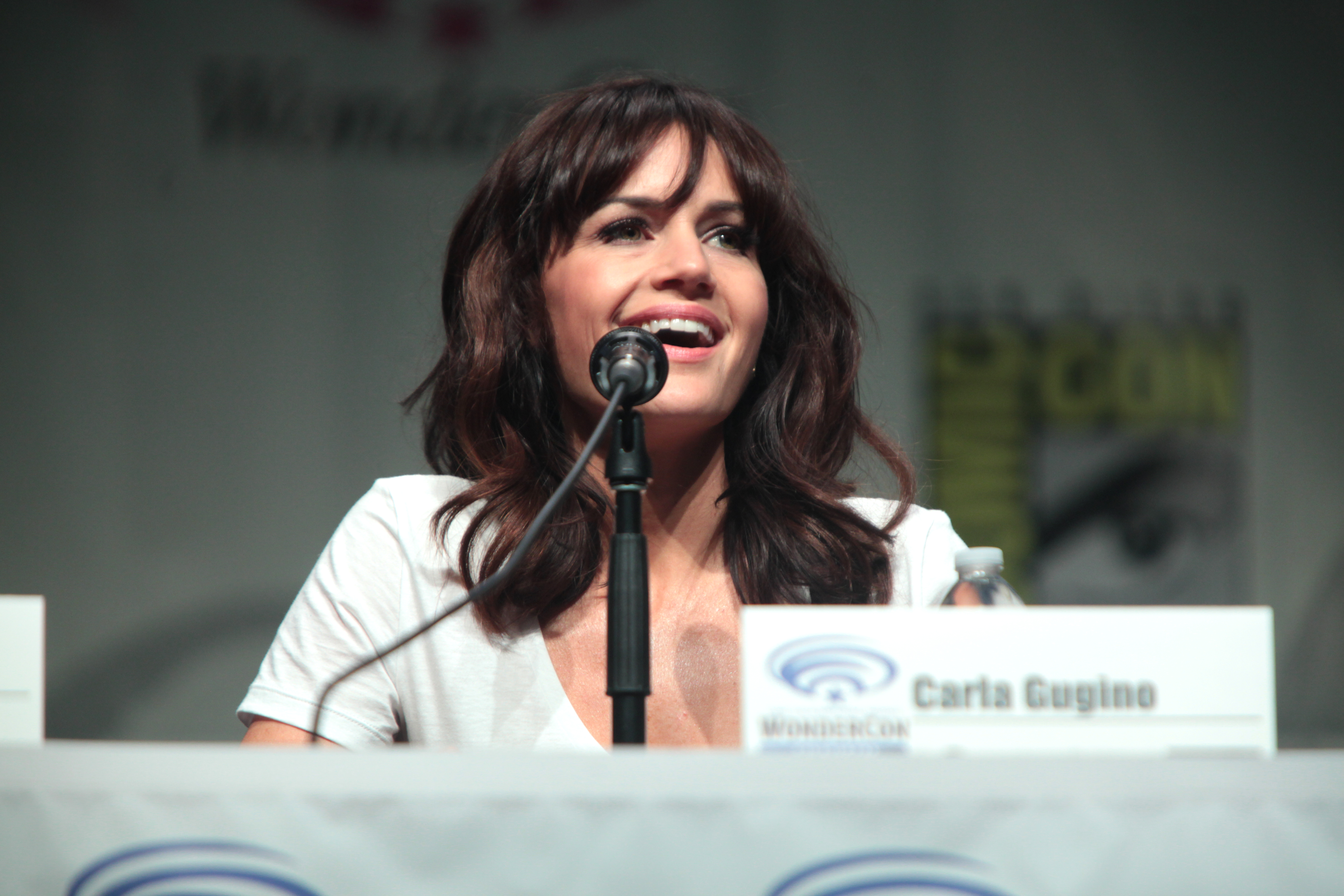
Carla Gugino interpretó el papel de Karen Sisco en la serie.

- Robert Forster como Marshall Sisco
- Bill Duke como Amos Andrews

### Recurrente
- Jeffrey De Serrano como Edwards
- Frank Pesce como Sonny
- Robert Deacon como Mordecai Jones
- Obba Babatundé como Daniel Burden
- Jake Mailey como Jethro

## Episodios
| N.º | Título                    | Dirigido por     | Escrito por         | Fecha de emisión original |
| --- | ------------------------- | ---------------- | ------------------- | ------------------------- |
| 1   | «Blown Away»              | Michael Dinner   | Elmore Leonard      | 1 de octubre de 2013      |
| 2   | «Dumb Bunnies»            | Jeremy Kagan     | John Mankiewicz     | 8 de octubre de 2013      |
| 3   | «The One That Got Away»   | Michael Dinner   | Jason Smilovic      | 15 de octubre de 2013     |
| 4   | «Justice»                 | John David Coles | Charles H. Eglee    | 22 de octubre de 2003     |
| 5   | «Nostalgia»               | Steve Miner      | Jason Smilovic      | 29 de octubre de 2003     |
| 6   | «Dear Derwood»            | Charles Haid     | Bob Brush           | 5 de noviembre de 2003    |
| 7   | «Nobody's Perfect»        | Michael Katleman | Peter Lefcourt      | 12 de noviembre de 2003   |
| 8   | «Dog Day Sisco»           | Rick Wallace     | Sebastián Gutiérrez | No se transmitió          |
| 9   | «No One's Girl»           | David Carson     | John Landgraf       | No se transmitió          |
| 10  | «He Was a Friend of Mine» | Kathryn Bigelow  | Peter Lefcourt      | No se transmitió          |